# Адольф Фер'єр

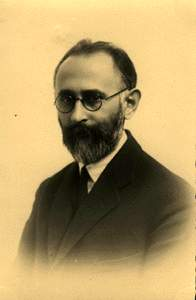
Адольф Фер'єр

Адо́льф Фер'є́р (фр. Adolphe Ferrière; нар. 30 серпня 1879, Женева — пом. 16 червня 1960, Женева) — швейцарський педагог, теоретик нового виховання; один із засновників міжнародної ліги нового виховання та її секцій у франції, Бельгії, Іспанії, Румунії та латиноамериканських країнах.

## Біографічні відомості
У 1899 році створює у Женеві Міжнародне Бюро «нових шкіл», а з 1909 року читає лекції у Женевському університеті, де знайомиться з Овідєм Декролі, одним з представників і лідерів нового виховання. Деякий час Фер'єр був професором інституту Жана-Жака Руссо в Женеві, а також головним редактором журналів ліги «За нову еру» та «Прогрес». У 1924 році в своєму маєтку у Флоріссані організував міжнародну школу, в якій маленькі діти навчалися за методом Монтессорі, вихованці середнього віку — за методом Декролі, а старші — за рекомендаціями Вінеткаплану.

## Діяльність
Фер'єр є автором багатьох праць, що розвивали ідеї нового виховання. Також організатором навчальних закладів, що застосовували ці ідеї на практиці. Великого значення в його школах набули ідеї трудового виховання та підготовці учнів до трудової діяльності. 
В останні роки Фер'єр займався головним чином психологічними проблемами, зокрема визначенням психологічних типів. Його внеском у розвиток реформаторської педагогіки стала, зокрема, нова періодизація психічного розвитку дитини і її інтересів — від безсистемних до цілеспрямованих. Швейцарський педагог вважав, що школа повинна сприяти природному розвитку дитини, формувати не інтелектуалів-ерудитів, а людей, у яких знання увійшли у їх «плоть і кров», здатних застосовувати ці знання на практиці.

## Вибрані праці
- «З досвіду нової школи Заходу» (1926)
- «До питання про природну класифікацію психологічних типів» (1943)